# Вестмонт (Іллінойс)
Вестмонт (англ. Westmont) — селище (англ. village) в США, в окрузі Дюпаж штату Іллінойс. Населення — 24 429 осіб (2020).

## Географія
Вестмонт розташований за координатами 41°47′40″ пн. ш. 87°58′22″ зх. д. / 41.79444° пн. ш. 87.97278° зх. д. (41.794371, -87.972860).  За даними Бюро перепису населення США в 2010 році селище мало площу 13,30 км², з яких 13,03 км² — суходіл та 0,27 км² — водойми.

## Демографія
Згідно з переписом 2010 року, у селищі мешкало 24 685 осіб у 10 357 домогосподарствах у складі 6125 родин. Густота населення становила 1856 осіб/км².  Було 11225 помешкань (844/км²).
Расовий склад населення:
| - 72,7 % — білих - 12,5 % — азіатів - 8,7 % — чорних або афроамериканців - 0,3 % — корінних американців - 3,5 % — осіб інших рас |

До двох чи більше рас належало 2,3 %. Частка іспаномовних становила 11,2 % від усіх жителів.
За віковим діапазоном населення розподілялося таким чином: 21,9 % — особи молодші 18 років, 62,7 % — особи у віці 18—64 років, 15,4 % — особи у віці 65 років та старші. Медіана віку мешканця становила 39,0 року. На 100 осіб жіночої статі у селищі припадало 87,9 чоловіків;  на 100 жінок у віці від 18 років та старших — 84,9 чоловіків також старших 18 років.
Середній дохід на одне домашнє господарство  становив 77 728 доларів США (медіана — 55 767), а середній дохід на одну сім'ю — 97 978 доларів (медіана — 75 486). Медіана доходів становила 62 211 долар для чоловіків та 43 706 доларів для жінок. За межею бідності перебувало 9,9 % осіб, у тому числі 11,7 % дітей у віці до 18 років та 7,9 % осіб у віці 65 років та старших.
Цивільне працевлаштоване населення становило 12 543 особи. Основні галузі зайнятості: освіта, охорона здоров'я та соціальна допомога — 23,4 %, науковці, спеціалісти, менеджери — 13,2 %, виробництво — 10,0 %, фінанси, страхування та нерухомість — 10,0 %.